# Kaldbaks kirkja
Kaldbaks kirkja er en færøsk kirke i bygden Kaldbak på nordsiden af Kaldbaksfjørður på det sydøstlige Streymoy. Kirken er hjemmehørende i Færøernes folkekirke.
Kirken der blev indviet i 1835, blev renoveret i 1847 og er som de andre færøsk trækirke fra perioden 1829-49. Den er opført af tjæret tømmer, med et tag af græstørv. På kirkens vestlige ende sidder en hvid tagrytter med pyramidespir.
Indgangsdøren er i nordsiden, hvor der også er en dør til præsteværelset. Mellem disse døre er der 3 tre vinduer mens der er seks på den anden side, samt to i korgavlen.
Indvendigt står kirken umalet med et udsavet korgitter og der er intet loft eller hvælv. I forkirken er der opsat et plade med håndværkernes initialer, samt årstal. 
På alteret står et forgyldt kors. Det meste af det øvrige inventar er skænket til kirken af lokale fra bygden eller tidligere kirkefolk. Dog er den ene lysekrone skænket til kirken af en menighed på Fyn. Døbefonten er af træ med et tinfad. 
Kirkeklokken er støbt af De Smithske Støberier i Aalborg i 1960 og bærer indskriften: "Om Kaldbak og Sund kalder jeg jer helligdage og i højtidsstunder til den hellige forsamling"